# 葉門里亞爾
里亞爾是葉門共和國的流通貨幣。輔幣單位為费尔，1里亞爾=100費爾。

## 流通中的貨幣

### 硬幣
- 1 里亞爾
  - 正面：也门国徽
  - 背面：面值、年份、銀行名稱
- 5 里亞爾
  - 正面：
  - 背面：面值、年份、銀行名稱
- 10 里亞爾
  - 正面：
  - 背面：面值、年份、銀行名稱
- 20 里亞爾
  - 正面：大樹
  - 背面：面值、年份、銀行名稱
- 50 里亞爾
  - 正面：大樹
  - 背面：面值、年份、銀行名稱

### 紙幣
- 10 里亞爾
  - 正面：
  - 背面：
- 20 里亞爾
  - 正面：
  - 背面：
- 50 里亞爾
  - 正面：銅像
  - 背面：哈德拉毛的希巴姆
- 100 里亞爾
  - 正面：雪花石膏雕塑
  - 背面：亞丁古涵洞
- 200 里亞爾
  - 正面：雪花石膏雕塑
  - 背面：穆卡拉
- 250 里亞爾
  - 正面：沙那的薩利赫清真寺
  - 背面：穆卡拉
- 500 里亞爾
  - 正面：岩石皇宮
  - 背面：也門塔里木的阿爾穆赫塔爾清真寺
- 1000 里亞爾
  - 正面：哈德拉毛的蘇丹宮殿
  - 背面：沙那的一道拱門

## 外部連結
- 唐的世界硬币画廊：Yemen
- 罗恩·怀斯的世界纸币：Yemen 镜像网站
- 现代金融系统表格－库尔特·舒勒制作：Asia 镜像网站
- 环球货币历史：Yemen
- 《环球金融资料》系列：Yemen Rial
- 《环球金融资料》货币历史表格（ 微软试算表格式）